# Amdó

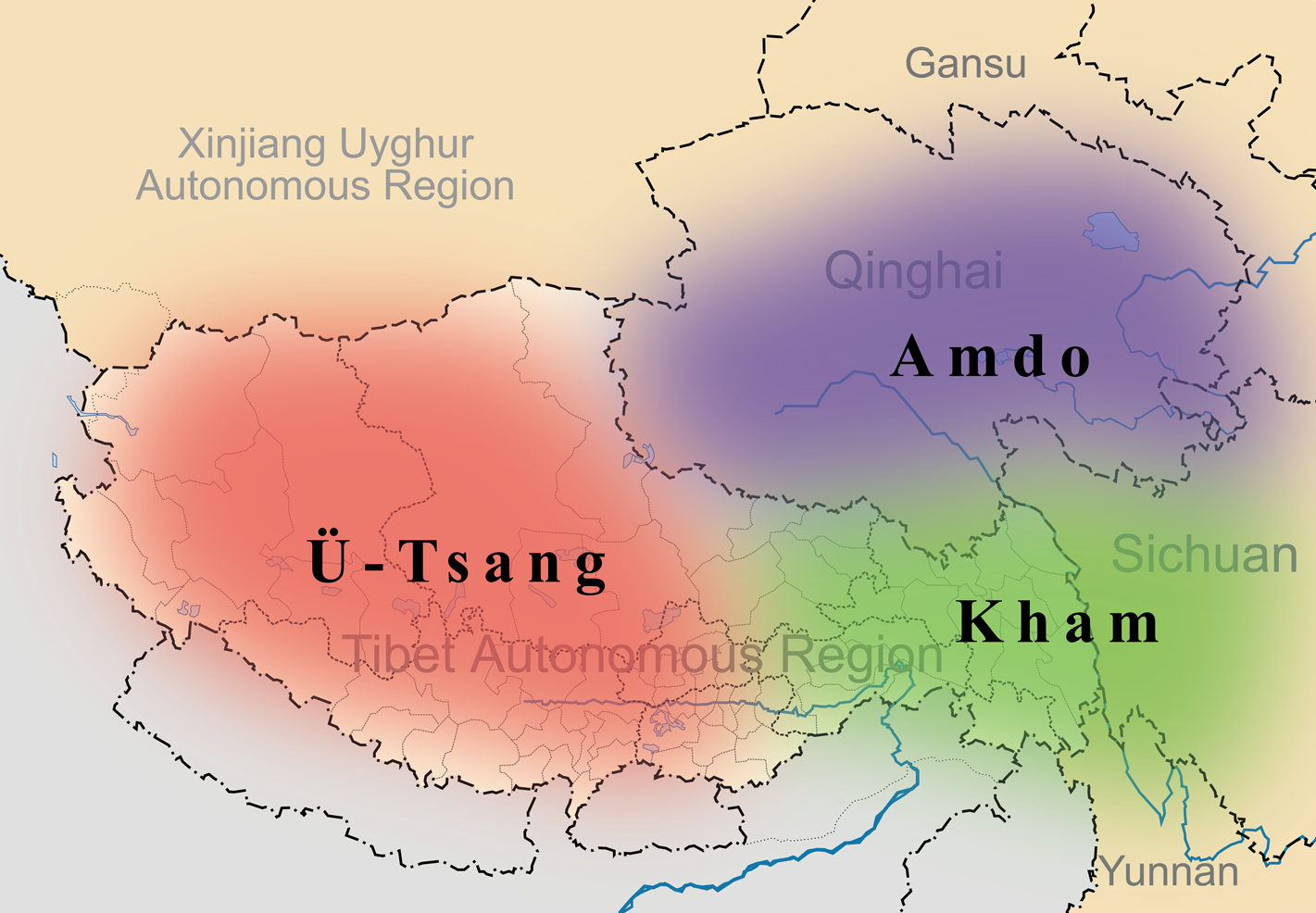
Amdó tibeti régió elhelyezkedése a térképen.

Amdó (tibetiül: ཨ༌མདོ, mandarin átírása: 安多, pinjin: Ānduō) Tibet három, hagyományos értelemben vett állama közül az egyik (a másik kettő Ü-Cang és Kham). Itt született Tendzin Gyaco a 14. dalai láma. Amdó hatalmas területet ölel fel a Macsu-folyótól (Sárga-folyó) a Dricsu folyóig (Jangce). A kulturális és etnikai értelemben tibeti terület az elmúlt évszázadokban különböző helyi kormányok irányítása alatt volt. A dalai lámák a 18. század közepe óta nem gyakorolnak hatalmat Amdó felett 1928-ban a területet a kínai Qinghai tartományhoz csatolták.
A Tibeti Autonóm Területen belül található (TAR), azonos elnevezésű, ritkán lakott Amdó megye nem képezi az amdói kulturális tartomány részét. Korábban közvetlenül a dalai láma irányítása alá tartozott, ma azonban a Nagcsu prefektúra kormányzatához tartozik a Csangtang régión belül (a TAR északi részén).
Amdó számos, jelentős tibeti buddhista pap (láma) és tanító otthona volt, akik nagy hatással voltak Tibet politikai és vallási történetére (mint például a 14. dalai láma, a 10. pancsen Láma, vagy a nagy újító Dzse Congkapa).
A földrajzi elszigeteltségnek köszönhetően Amdóban számos tibeti dialektusban beszélnek, azonban az írásos nyelv azonos egész Tibetben.

## Népesség

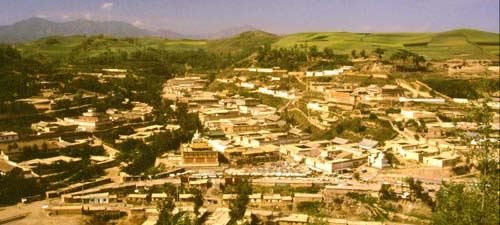
Az amdói Kumbum kolostor látképe

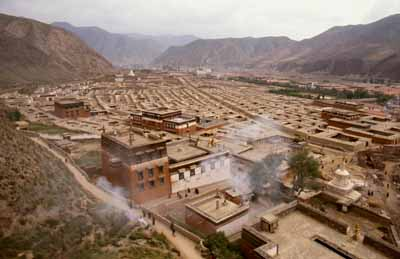
A Labrang kolostor.

Amdó tibeti lakosai az amdovák (amdo pa), akik különböznek a Khamban élő khampák, valamint az ü-cangiak népeitől (Közép-Tibet). Etnikai értelemben azonban mind tibetinek számít. Ma már főleg Amdó déli és nyugati részén élnek tibetiek, ahol különféle tibeti, mongol és egyéb autonóm prefektúrák kormányoznak. 
A han kínaiak vannak többségben Csinghaj keleti részén és a tartományi fővárosban, Hsziningben. Csinghai egyéb részeihez képest kicsinek számít ez a terület, a népsűrűség viszont a legmagasabb. Így a han kínaiak száma a legmagasabb Amdóban. Csinghai északi részén mongol kisebbség él, akik először Dzsingisz kán idején telepedtek le. Az évszázadok során ezek a mongol népcsoportok erősen tibetizálódtak és csak nehezen észrevehető náluk a mongol eredete.

## Kolostorok
Amdó eredetileg jelentős oktatási központ volt, olyan neves kolostorokkal, mint a Kumbum Dzsampa Ling (Xining mellett), a Labrang (Lancsou közelében), valamint a Kirti kolostorok és a Takcang Lamo.

### Nyomtatott
- Gruschke, Andreas. The Cultural Monuments of Tibet’s Outer Provinces: Amdo, 2 Bände, White Lotus Press, Bangkok 2001 ISBN 974-7534-59-2
- Huber, Toni. (Hg.) Amdo Tibetans in Transition: Society and Culture in the Post-Mao Era (Brill's Tibetan Studies Library, Proceedings of the Ninth Seminar of the IATS, 2000) ISBN 90-04-12596-5
- Kolmas, Josef. Tibet and Imperial China: A Survey of Sino-Tibetan Relations up to the End of the Manchu Dynasty in 1912 (1967) Occasional Paper 7. Canberra: The Australian National University, Centre of Oriental Studies.
- Nietupski, Paul Kocot. Labrang: A Tibetan Buddhist Monastery at the Crossroads of Four Civilizations ISBN 1-55939-090-5
- Robert B. Ekvall: Cultural Relations on the Kansu-Tibetan Border. (Hozzáférés: 2008. április 15.)

### Internetes
- Vendégségben a Dalai Láma szüleinél[halott link]
- www.tenzingyatso.blogspot.com
- Kelet-tibeti weboldal Archiválva 2008. május 16-i dátummal a Wayback Machine-ben (angolul)
- Amdo - története (PDF fájl; 216 kb) Archiválva 2011. július 19-i dátummal a Wayback Machine-ben (angolul)
- Amdó hatalmas falfestménye Archiválva 2011. július 19-i dátummal a Wayback Machine-ben (angolul)